# تفجير كنيسة سيدة النجاة (1994)
تفجير كنيسة سيدة النجاة وقع في 27 شباط 1994 في الكنيسة المارونية في منطقة زوق مكايل، لبنان خلال قداس الأحد، مما أسفر عن مقتل 10 أشخاص وسجن قائد القوات اللبنانية سمير جعجع، الذي بدوره اتهم جهاز الأمن السوري-اللبناني بالحادثة التي وقعت خلال الوصاية السورية على لبنان.

## خلفية
دخلت سوريا إلى لبنان في 1976 وغادرت القوات السورية البلاد في 2005. في 27 شباط 1994، الساعة 9:15 صباحًا، انفجرت قنبلة تحت مذبح الكنيسة بينما كان المصلون يتناولون القربان من قِبل الأب أنطوان صفير، وعُثر على خمس متفجرات أخرى في الكنيسة التي كان يتواجد فيها أكثر من 200 شخص. انفجرت متفجرات من طراز C4 وقذيفتي هاون عيار 81 ملم، قُتل 10 أشخاص وأصيب 54. جعجع ، الذي اتُهم بالتفجير، قضى 11 عامًا في السجن الانفرادي، وهو بدوره اتهم الجهاز الأمن السوري-اللبناني بالحادث لِحَلّ القوات اللبنانية واعتقاله. في 13 تموز 1996، طلب القاضي عدنان عضوم عقوبة الإعدام لسمير جعجع وآخرين، ولكن أُطلق سراح جعجع عام 2005  وبُرِّئ من التفجير.